# Partito dello Yukon
Il Partito dello Yukon (in inglese  Yukon Party, in francese: Parti du Yukon), è un partito politico conservatore dello Yukon, Canada, di cui guida l'Assemblea legislativa. Era precedentemente noto come Yukon Progressive Conservative Party.

## Risultati elettorali
| Elezione | Voti  | % | Seggi   |
| -------- | ----- | - | ------- |
| 1996     | 4.366 |   | 3 / 17  |
| 2000     | 3.466 |   | 1 / 17  |
| 2002     | 5.650 |   | 12 / 18 |
| 2006     | 5.503 |   | 10 / 18 |
| 2011     | 6.400 |   | 11 / 19 |
| 2016     | 6.272 |   | 6 / 19  |
| 2021     | 7.477 |   | 8 / 19  |